# Andrea Guarneri

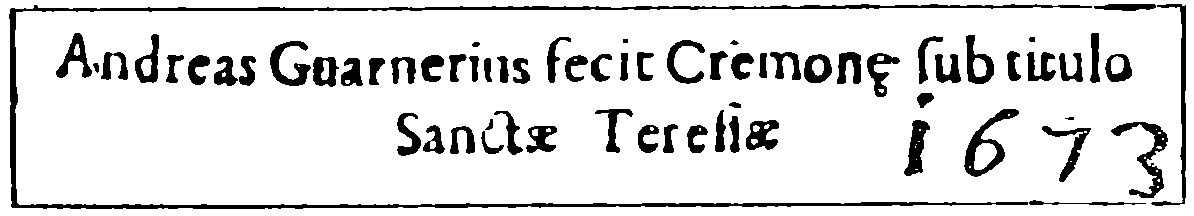
Unterschrift von Guarneri

Andrea Guarneri, teilweise auch Guarnieri oder Guarnerius geschrieben, (* 13. Juli 1623 in Casalbuttano bei Cremona; † 7. Dezember 1698 in Cremona) war ein italienischer Geigenbauer mit Werkstatt in Cremona.

## Leben
Andrea Guarneri war ein Sohn des Bartolommeo Guarneri. Nachweislich war er im Alter von 15 Jahren 1641 ein Lehrling und Gehilfe von Nicola Amati und lebte von 1641 bis 1646 und von 1650 bis 1654 bei den Geigenbauerbrüdern Antonio und Gerolamo Amati, in deren Wohnhaus er als Mitbewohner gemeldet war. Am 23. Mai 1645 wurde er von seinem Lehrmeister als Trauzeuge zu dessen Vermählung mit Lucrezia Pagliari (1619–1703) berufen. Als er im Jahr 1646 Meister wurde, musste er deren Haus zunächst verlassen, da diese ihn als Konkurrenten fürchteten, als er seine eigene Werkstatt eröffnete. Er baute in den Jahren 1650 bis 1654 weitere Geigen für Amati und lehnte seine eigenen Instrumente an die „große Amati“-Form an, doch waren seine zunächst eher klein und dann etwas größer und unsymmetrischer in der Ausführung. Er veränderte zunächst die Wölbung des Korpus, die er flacher gestaltete und die F-Löcher. Schließlich erfand er eine eigene Schnecke. Seine Instrumente waren überwiegend orangefarben oder dunkelrot lackiert. Insgesamt sollen in seiner Werkstatt rund 250 Instrumente gefertigt worden sein.
Die Instrumente klangen recht gut, erreichen jedoch nicht die Qualität seines Lehrers. Guarneris Bratschen zählen zu den begehrten Instrumenten. Besonders hervorzuheben sind die sogenannte „Conte Vitale“ von 1676 mit einer Korpuslänge von 41,5 cm und die sogenannte „Primrose“ von 1677, die von William Primrose gespielt wurde. Er fertigte Violoncelli in zwei Größen an und neben vollen auch halbe Geigen an. Die königliche Sammlung alter Musikinstrumente in Berlin besaß eine Geige aus dem Jahr 1644.

## Familie
Andrea Guarneri heiratete am 31. Dezember 1652 Anna Maria (geborene Orcelli; † 13. Januar 1695), mit der er in den Jahren 1653 bis 1666 vier Töchter und drei Söhne hatte. Er wurde der Stammvater der Geigenbauerfamilie Guarneri. Zwei seiner Söhne wurden ebenfalls Geigenmacher.
- Pietro Giovanni Guarneri (1655–1720), war der älteste Sohn der Familie.
- Giuseppe Giovanni Battista Guarneri (1666–1739), war der jüngste Sohn der Familie.

Nebenlinie der Familie
- Giuseppe Guarneri del Gesù, gilt als berühmtestes Mitglied der Geigenbauerfamilie. In dem Lexikonbeitrag wird jedoch angegeben: „Er war der Sohn des Gian Battista G. und der Angiola Maria, geb. Locadelli. Gian Battista’s Vater war Bernardo G., ein Vetter von Andrea G.“[2] An anderer Stelle heißt es „Endlich entsproß aus einer Seitenlinie der Guarnerifamilie das Haupt derselben, […] Giuseppe Guarneri, mit dem seltsamen Beinamen „del Gesù“,[…] Sein Vater, Giovanni Battista, war ein Bruder des Andrea Guarneri.“[3]